# 7416 Ліннанкоскі
7416 Ліннанкоскі (7416 Linnankoski) — астероїд головного поясу, відкритий 16 листопада 1990 року.
Тіссеранів параметр щодо Юпітера — 3,535.